# Roca de Dighton

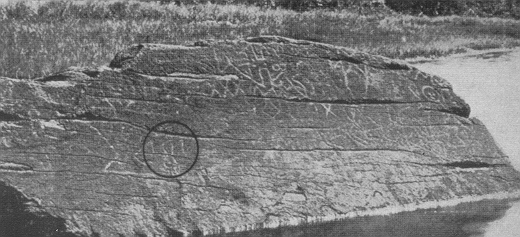
Roca de Dighton

La Roca de Dighton és una roca de 40 tm, que es trobava originalment a la ribera del riu Taunton, Berkley (Massachusetts) (abans part de Dighton). Va ser portada allà, probablement durant l'última edat de gel. La Roca de Dighton és coneguda per la controvèrsia que hi ha sobre la misteriosa inscripció tallada en la roca. El 1963, la pedra va ser traslladada des de la ribera del riu. Durant els darrers tres segles s'han proposat moltes teories sobre l'origen de les inscripcions d'aquesta roca:
- origen Indis americans
- origen fenici
- origen Nòrdic (investigat el 1837 per Carl Christian Rafn)
- origen Portuguès